# Vladimir II Monomach

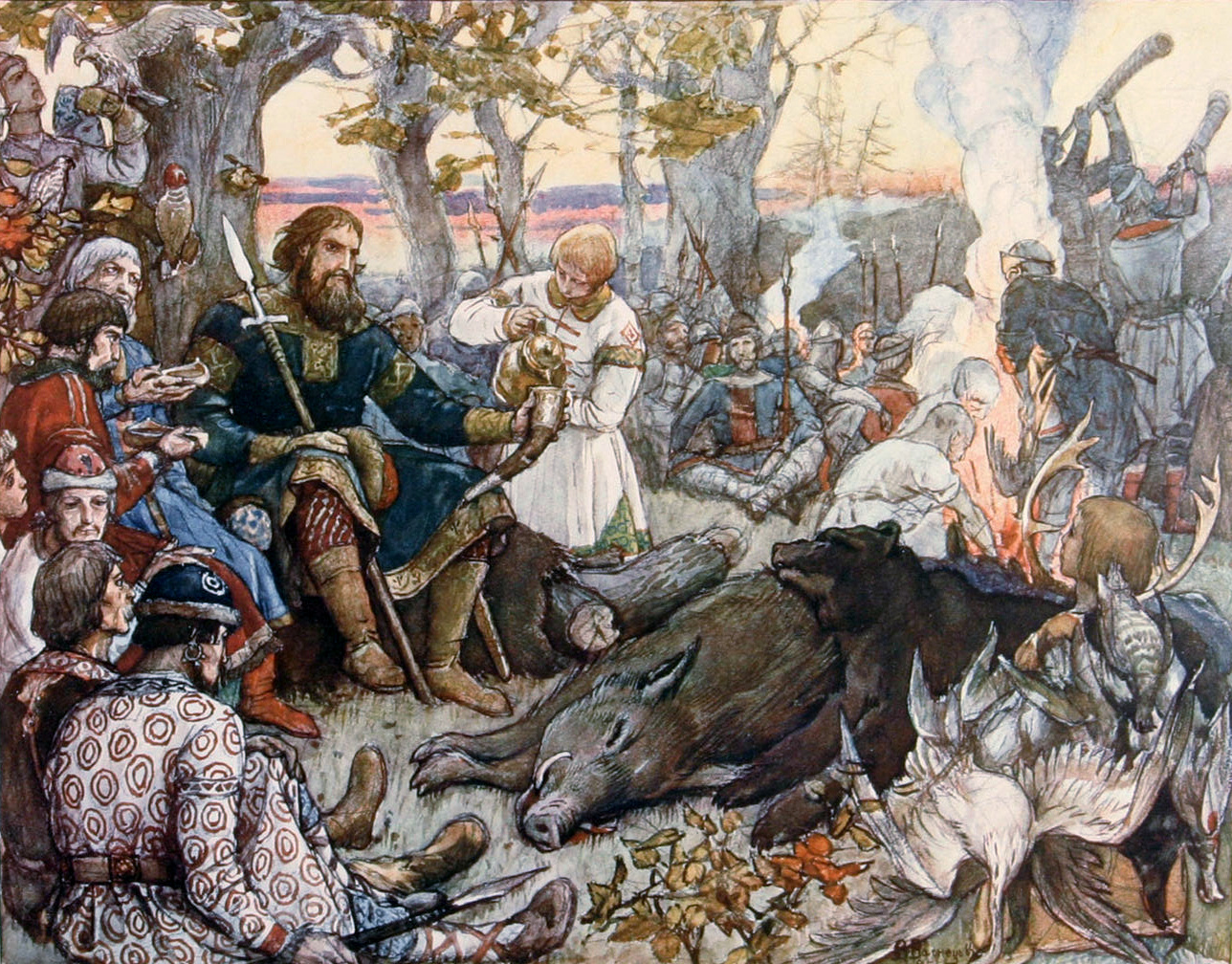
Vladimir II Monomach vilar sig efter jakt. Målning av Viktor Vasnetsov

Vladimir II Monomach, född 1053 i Kiev i dåvarande Kievriket, död 19 maj 1125 i Kiev, var storfurste av Kievriket från 1113, en av de mest berömda.

## Biografi
Vladimir var av rurikdynastin, son till storfurst Vsevolod I av Kiev (1030–1093), sonson till storfurst Jaroslav I "den vise" av Kiev, som var gift med Olof Skötkonungs dotter, Ingegerd. Hans mor var troligen Anastasia (död 1067), dotter till den bysantinske kejsaren Konstantin IX Monomachos, därav tillnamnet. Han var halvbror till kejsarinnan Euphraxia av Kiev (1070–1109), gemål till Henrik IV (tysk-romersk kejsare).
Han blev furste av Smolensk 1077 och furste av Tjernigov 1078 och furste av Perejaslav (1094–1113). Vladimir fortsatte som sina företrädare att dels hålla samman det kievryska riket, genom att bekämpa de hotande stäppfolken, framför allt polovtserna, dels centralisera den politiska makten till Kiev. Som ett av den fornryska litteraturens viktigaste dokument framstår Vladimirs testamente från cirka 1117, vilket i huvudsak utgörs av en självbiografi och en brevsamling. 
Vladimir kom i fejd med sin kusin Oleg I av Tjernigov (1053–1115), furste av Novgorod-Severskij, son till Svjatoslav II av Kiev och far till Vsevolod II av Kiev, Igor II av Kiev och Svjatoslav Olgovitj. Denna fejd som började om makten i Tjernigov varade i sekler och fick många följdverkningar, där släktingar dödade varandra, och de olgovitjiska avkomlingarna räknas som en egen gren av rurikdynastin. Vladimir Monomach tog initiativet till det stora rådslaget i Ljubetsj 1097 för att lösa konflikten i släkten och dela upp makten över territorierna istället för att samsas om en turordning i regerandet.
Vladimirs söner befäste riket på flera sätt, speciellt Jurij Dolgorukij som från Vladimir-Suzdal blev upphovet till Storfurstendömet Moskva, vilket genom seklerna lade rusernas område under sig och blev Moskvariket, efter att ha krossat mongolernas välde över ruserna och gjort sig fria från Gyllene horden på 1400-talet.

## Familj
Vladimir II var gift tre gånger. Han gifte sig år 1074 i London med Gytha av England (född ca 1055 i London, död 1098 eller 1107), dotter till kung Harald Godwinson (1022-1066). De fick följande barn:
- Mstislav I, född 1076, död 1132, storfurste av Kiev, den siste av det enade riket. Gift med Kristina Ingesdotter, dotter till Inge Stenkilsson
- Iziaslav, född 1077, död 1096 eller 1111, furste av Kursk
- Svjatoslav Vladimirovitj, född 1080, död 1114 eller 1178, furste av Smolensk och furste av Perejaslav
- Jaropolk II, född 1082, död 1139 eller 1155, furste av Kiev
- Vjatjeslav, född 1083, död 1149 eller 1154, furste av Kiev

Tveksamt moderskap:
- Marina, född 1076, död 1146 eller 1160 (kan även vara dotter till andra hustrun). Gift med Leo Diogenes (en) (1069-1087), son till kejsar Romanos IV Diogenes och tronpretendent i det bysantinska riket och samregent 1069-71. Enligt en uppgift blev Leo khan i Ossetien, men enligt prinsessan Anna Komnena (1083–1153) dog Leo i strid för kejsaren.
- Jurij Dolgorukij (död 1157), (möjligen född av Gytha ca 1090 eller av Eufimia omkring 1100), furste av Kiev vissa tider, furste av Vladimir-Suzdal och grundare av Moskva och den jurjevitiska grenen av rurikdynastin som härskade i Moskvariket och grundade Tsarryssland.

Andra hustrun Eufimia, möjligen död 1107, var antagligen an bysantinsk adelsdam. De fick minst sex barn:
- Roman Vladimirovitj, död 1119, furste av Volynien (en)
- Eufemia av Kiev (död 1139), g.m. Koloman av Ungern
- Agafia Vladimirovna (död 1113), g.m. Vsevolod Davidovitj, furste av Gorodno, son till furst Davyd Igorevitj av Volynien (en)
- Andrej Vladimirovitj (1102–1141), furste av Volynien (en)

Tredje hustrun torde ha varit dotter till Aepa Osenevitj, polovtsernas khan.
Nestorskrönikan anger av Valdemars hustru dog 1107, men anger inte namnet.